# Roxane Stojanov
Roxane Stojanov (1995) è una ballerina macedone con cittadinanza francese, étoile del Balletto dell'Opéra di Parigi dal 2024.

## Biografia
Nata e cresciuta in una famiglia franco-macedone in Macedonia del Nord, ha iniziato a studiare danza classica a otto anni nel suo paese natio e successivamente si è perfezionata a Bruxelles prima di essere ammessa alla Scuola di danza dell'Opéra di Parigi nel 2007. Nel 2013, subito dopo il diploma, è stata scritturata nel corps de ballet dal balletto dell'Opéra di Parigi e nel 2015 è stata promossa a coryphée. 
Nel 2017 ha vinto il Prix de danse du cercle Carpeaux, nel 2018 è stata promossa a solista e nel 2020 ha vinto il Prix de danse de l'AROP. Nel 2022 è stata promossa al rango di première danseuse, mentre il 28 dicembre 2024, dopo una rappresentazione della Paquita di Pierre Lacotte in cui aveva danzato come protagonista, è stata proclamata étoile della compagnia.
All'interno della compagnia ha danzato in ruoli di rilievo quali Myrta in Giselle (Coralli/Perrott), Kitri in Don Chisciotte (Nureev) e Gamzatti ne La Bayadère (Nureev). Inoltre ha danzato in ruoli principali in coreografie di George Balanchine, Jerome Robbins, Roland Petit, Crystal Pite, John Neumeier, Benjamin Millepied, William Forsythe e Mats Ek; nel 2021 ha danzato nella prima mondiale de Le Rouge et le Noir di Lacotte nel ruolo di Elisa.